# Kensuke Tanaka
Pour les articles homonymes, voir Tanaka.
Kensuke Tanaka (田中 賢介, Tanaka Kensuke, né le 20 mai 1981 à Chikushino au Japon) est un voltigeur des Rangers du Texas de la Ligue majeure de baseball. De 2000 à 2012, il a joué comme deuxième but pour les Nippon Ham Fighters de la Ligue Pacifique du Japon.

## Carrière

### Japon
Kensuke Tanaka joue 13 saisons, de 2000 à 2012, pour les Nippon Ham Fighters de la NPB à Sapporo, au Japon. Sa meilleure saison est jouée en 2010 alors qu'il maintient une moyenne au bâton de ,335 et un pourcentage de présence sur les buts de ,408 avec 193 coups sûrs et 34 buts volés. Il est joueur de deuxième but pour les Fighters.
En 1079 matchs dans la ligue japonaise, tous pour les Fighters, Tanaka maintient une moyenne au bâton de ,286 avec 1052 coups sûrs dont 159 doubles, 42 triples et 39 circuits. Il produit 325 points, en marque 524 et réussit 161 vols de buts en 228 tentatives. Sa moyenne de présence sur les buts se chiffre à 356.
Il joue quatre fois les Japan Series, remportant le titre de la NPB en 2006. Les trois autres participations de l'équipe (2007, 2009 et 2012) se soldent par des défaites.

### Ligue majeure de baseball

#### Giants de San Francisco
Tanaka signe un contrat des ligues mineures avec les Giants de San Francisco de la Ligue majeure de baseball le 9 janvier 2013. Il amorce sa carrière nord-américaine dans les ligues mineures avec le club-école des Giants à Fresno dans la Ligue de la côte du Pacifique. San Francisco comptant déjà sur Marco Scutaro au poste de deuxième but, l'équipe décide d'en faire un voltigeur de gauche. À 32 ans, Tanaka fait ses débuts dans le baseball majeur avec les Giants le 9 juillet 2013. À ce premier match, il réussit son premier coup sûr, aux dépens du lanceur Dillon Gee des Mets de New York. Tanaka ne dispute que 15 matchs pour les Giants en 2013, récoltant deux points produits et frappant dans une moyenne au bâton de ,267.

#### Rangers du Texas
Le 20 décembre 2013, Tanaka est mis sous contrat par les Rangers du Texas, qui l'invitent à leur camp d'entraînement du printemps suivant.